# Vòng loại Bóng rổ tại Thế vận hội Mùa hè 2020 – Giải đấu Nam (Belgrade)
Giải đấu Vòng loại Bóng rổ tại Thế vận hội Mùa hè 2020 ở Belgrade là một trong số bốn Giải đấu Vòng loại Bóng rổ tại Thế vận hội Mùa hè 2020. Giải đấu được tổ chức tại Belgrade, Serbia. Ban đầu giải đấu dự kiến diễn ra từ ngày 23 đến ngày 28 tháng 6 năm 2020 nhưng đã bị hoãn lại do ảnh hưởng bởi đại dịch COVID-19, sau đó giải đấu đã được tổ chức lại và diễn ra từ ngày 29 tháng 6 đến ngày 4 tháng 7 năm 2021.
Tiếp nối Giải đấu Vòng loại Bóng rổ tại Thế vận hội Mùa hè 2016, đây là lần thứ hai liên tiếp giải đấu vòng loại nam Thế vận hội diễn ra ở Belgrade, Serbia.

## Các đội tuyển
| Đội tuyển         | Tư cách tham dự                                    | Ngày vượt qua vòng loại | Xếp hạng |
| ----------------- | -------------------------------------------------- | ----------------------- | -------- |
| Serbia            | Hạng thứ 5 tại Giải vô địch bóng rổ thế giới 2019  | 15 tháng 9 năm 2019     | 5        |
| Ý                 | Hạng thứ 9 tại Giải vô địch bóng rổ thế giới 2019  | 15 tháng 9 năm 2019     | 10       |
| Puerto Rico       | Hạng thứ 15 tại Giải vô địch bóng rổ thế giới 2019 | 15 tháng 9 năm 2019     | 18       |
| Cộng hòa Dominica | Hạng thứ 16 tại Giải vô địch bóng rổ thế giới 2019 | 15 tháng 9 năm 2019     | 19       |
| Sénégal           | Wild card                                          | 19 tháng 9 năm 2019     | 35       |
| Philippines       | Wild card                                          | 26 tháng 2 năm 2021     | 31       |

## Địa điểm thi đấu
| Belgrade                      | BelgradeVòng loại Bóng rổ tại Thế vận hội Mùa hè 2020 – Giải đấu Nam (Belgrade) (Serbia) |
| Hội trường Aleksandar Nikolić | BelgradeVòng loại Bóng rổ tại Thế vận hội Mùa hè 2020 – Giải đấu Nam (Belgrade) (Serbia) |
|                               | BelgradeVòng loại Bóng rổ tại Thế vận hội Mùa hè 2020 – Giải đấu Nam (Belgrade) (Serbia) |
| Sức chứa: 8,000               | BelgradeVòng loại Bóng rổ tại Thế vận hội Mùa hè 2020 – Giải đấu Nam (Belgrade) (Serbia) |

## Giai đoạn vòng bảng
Tất cả các trận đấu diễn ra theo giờ địa phương (UTC+2).

### Bảng A
| VT | Đội               | ST | T | B | ĐT  | ĐB  | HS  | Đ | Giành quyền tham dự |
| -- | ----------------- | -- | - | - | --- | --- | --- | - | ------------------- |
| 1  | Serbia (H)        | 2  | 2 | 0 | 177 | 152 | +25 | 4 | Bán kết             |
| 2  | Cộng hòa Dominica | 2  | 1 | 1 | 170 | 161 | +9  | 3 | Bán kết             |
| 3  | Philippines       | 2  | 0 | 2 | 143 | 177 | −34 | 2 |                     |

| 29 tháng 6 năm 2021 20:15 | Chi tiết | Cộng hòa Dominica                                                       | 76–94 | Serbia                                                                   |  | Hội trường Aleksandar Nikolić, Belgrade Số khán giả: 1,078 Trọng tài: Guilherme Locatelli (BRA), Mārtiņš Kozlovskis (LAT), Georgios Poursanidis (GRE) |
| 29 tháng 6 năm 2021 20:15 | Chi tiết | Điểm mỗi set: 23–31, 24–16, 19–20, 10–27                                |       |                                                                          |  | Hội trường Aleksandar Nikolić, Belgrade Số khán giả: 1,078 Trọng tài: Guilherme Locatelli (BRA), Mārtiņš Kozlovskis (LAT), Georgios Poursanidis (GRE) |
| 29 tháng 6 năm 2021 20:15 | Chi tiết | Điểm: Liz, Torres 16 Chụp bóng bật bảng: Liz 9 Hỗ trợ: Solano, Torres 4 |       | Điểm: Marjanović 18 Chụp bóng bật bảng: Marjanović 10 Hỗ trợ: Teodosić 6 |  | Hội trường Aleksandar Nikolić, Belgrade Số khán giả: 1,078 Trọng tài: Guilherme Locatelli (BRA), Mārtiņš Kozlovskis (LAT), Georgios Poursanidis (GRE) |

| 30 tháng 6 năm 2021 20:15 | Chi tiết | Serbia                                                                   | 83–76 | Philippines                                                     |  | Hội trường Aleksandar Nikolić, Belgrade Số khán giả: 1,256 Trọng tài: Yohan Rosso (FRA), Omar Bermúdez (MEX), James Boyer (AUS) |
| 30 tháng 6 năm 2021 20:15 | Chi tiết | Điểm mỗi set: 22–16, 23–18, 22–28, 16–14                                 |       |                                                                 |  | Hội trường Aleksandar Nikolić, Belgrade Số khán giả: 1,256 Trọng tài: Yohan Rosso (FRA), Omar Bermúdez (MEX), James Boyer (AUS) |
| 30 tháng 6 năm 2021 20:15 | Chi tiết | Điểm: Marjanović 25 Chụp bóng bật bảng: Marjanović 10 Hỗ trợ: Teodosić 6 |       | Điểm: Kouame 17 Chụp bóng bật bảng: Kouame 7 Hỗ trợ: Belangel 6 |  | Hội trường Aleksandar Nikolić, Belgrade Số khán giả: 1,256 Trọng tài: Yohan Rosso (FRA), Omar Bermúdez (MEX), James Boyer (AUS) |

| 1 tháng 7 năm 2021 20:30 | Chi tiết | Philippines                                                       | 67–94 | Cộng hòa Dominica                                          |  | Hội trường Aleksandar Nikolić, Belgrade Số khán giả: 200 Trọng tài: Guilherme Locatelli (BRA), Mārtiņš Kozlovskis (LAT), Kingsley Ojeaburu (NGA) |
| 1 tháng 7 năm 2021 20:30 | Chi tiết | Điểm mỗi set: 22–23, 19–16, 10–26, 16–29                          |       |                                                            |  | Hội trường Aleksandar Nikolić, Belgrade Số khán giả: 200 Trọng tài: Guilherme Locatelli (BRA), Mārtiņš Kozlovskis (LAT), Kingsley Ojeaburu (NGA) |
| 1 tháng 7 năm 2021 20:30 | Chi tiết | Điểm: Heading 16 Chụp bóng bật bảng: Kouame 6 Hỗ trợ: Belangel 10 |       | Điểm: Liz 23 Chụp bóng bật bảng: Araújo 7 Hỗ trợ: Torres 6 |  | Hội trường Aleksandar Nikolić, Belgrade Số khán giả: 200 Trọng tài: Guilherme Locatelli (BRA), Mārtiņš Kozlovskis (LAT), Kingsley Ojeaburu (NGA) |

### Bảng B
Sénégal không tham gia Giải đấu vòng loại.  Vào ngày 28 tháng 6, họ đã thông báo cho FIBA về những ảnh hưởng liên quan đến COVID-19 trong quá trình chuẩn bị của họ ở Đức. Sau đó, các trận đấu của họ với Puerto Rico và Ý đã không diễn ra theo như lịch trình.
| 1 tháng 7 năm 2021 16:30 | Chi tiết | Ý                                                                        | 90–83 | Puerto Rico                                                     |  | Aleksandar Nikolić Hall, Belgrade Số khán giả: 200 Trọng tài: Yohan Rosso (FRA), Omar Bermúdez (MEX), Yener Yılmaz (TUR) |
| 1 tháng 7 năm 2021 16:30 | Chi tiết | Điểm mỗi set: 18–24, 19–20, 27–14, 26–25                                 |       |                                                                 |  | Aleksandar Nikolić Hall, Belgrade Số khán giả: 200 Trọng tài: Yohan Rosso (FRA), Omar Bermúdez (MEX), Yener Yılmaz (TUR) |
| 1 tháng 7 năm 2021 16:30 | Chi tiết | Điểm: three players 21 Chụp bóng bật bảng: Polonara 11 Hỗ trợ: Mannion 6 |       | Điểm: Clavell 24 Chụp bóng bật bảng: Browne 9 Hỗ trợ: Browne 16 |  | Aleksandar Nikolić Hall, Belgrade Số khán giả: 200 Trọng tài: Yohan Rosso (FRA), Omar Bermúdez (MEX), Yener Yılmaz (TUR) |

## Vòng cuối cùng
|  | Bán kết           | Bán kết |           |    | Chung kết | Chung kết |
|  |                   |         |           |    |           |           |
|  | 3 tháng 7         |         |           |    |           |           |
|  |                   |         |           |    |           |           |
|  | Serbia            | 102     |           |    |           |           |
|  | Serbia            | 102     | 4 tháng 7 |    |           |           |
|  | Puerto Rico       | 84      |           |    |           |           |
|  | Puerto Rico       | 84      | Serbia    | 95 |           |           |
|  | 3 tháng 7         |         | Serbia    | 95 |           |           |
|  |                   | Ý       | 102       |    |           |           |
|  | Ý                 | Ý       | 102       | 79 |           |           |
|  | Ý                 |         |           | 79 |           |           |
|  | Cộng hòa Dominica | 59      |           |    |           |           |
|  | Cộng hòa Dominica | 59      |           |    |           |           |

### Bán kết
| 3 tháng 7 năm 2021 13:00 | Chi tiết | Ý                                                                              | 79–59 | Cộng hòa Dominica                                                       |  | Hội trường Aleksandar Nikolić, Belgrade Số khán giả: 502 Trọng tài: Guilherme Locatelli (BRA), Mārtiņš Kozlovskis (LAT), Georgios Poursanidis (GRE) |
| 3 tháng 7 năm 2021 13:00 | Chi tiết | Điểm mỗi set: 22–14, 20–16, 24–8, 13–21                                        |       |                                                                         |  | Hội trường Aleksandar Nikolić, Belgrade Số khán giả: 502 Trọng tài: Guilherme Locatelli (BRA), Mārtiņš Kozlovskis (LAT), Georgios Poursanidis (GRE) |
| 3 tháng 7 năm 2021 13:00 | Chi tiết | Điểm: Fontecchio 17 Chụp bóng bật bảng: three players 5 Hỗ trợ: four players 3 |       | Điểm: Francis 12 Chụp bóng bật bảng: Santos 7 Hỗ trợ: Mendoza, Solano 4 |  | Hội trường Aleksandar Nikolić, Belgrade Số khán giả: 502 Trọng tài: Guilherme Locatelli (BRA), Mārtiņš Kozlovskis (LAT), Georgios Poursanidis (GRE) |

| 3 tháng 7 năm 2021 16:00 | Chi tiết | Serbia                                                            | 102–84 | Puerto Rico                                                     |  | Hội trường Aleksandar Nikolić, Belgrade Số khán giả: 2,388 Trọng tài: Yohan Rosso (FRA), Omar Bermúdez (MEX), Yener Yılmaz (TUR) |
| 3 tháng 7 năm 2021 16:00 | Chi tiết | Điểm mỗi set: 28–26, 23–14, 28–28, 23–16                          |        |                                                                 |  | Hội trường Aleksandar Nikolić, Belgrade Số khán giả: 2,388 Trọng tài: Yohan Rosso (FRA), Omar Bermúdez (MEX), Yener Yılmaz (TUR) |
| 3 tháng 7 năm 2021 16:00 | Chi tiết | Điểm: Micić 21 Chụp bóng bật bảng: Petrušev 8 Hỗ trợ: Teodosić 10 |        | Điểm: Piñeiro 23 Chụp bóng bật bảng: Browne 5 Hỗ trợ: Browne 10 |  | Hội trường Aleksandar Nikolić, Belgrade Số khán giả: 2,388 Trọng tài: Yohan Rosso (FRA), Omar Bermúdez (MEX), Yener Yılmaz (TUR) |

### Chung kết
| 4 tháng 7 năm 2021 20:30 | Chi tiết | Serbia                                                                     | 95–102 | Ý                                                                 |  | Hội trường Aleksandar Nikolić, Belgrade Số khán giả: 3,728 Trọng tài: Guilherme Locatelli (BRA), Yohan Rosso (FRA), Mārtiņš Kozlovskis (LAT) |
| 4 tháng 7 năm 2021 20:30 | Chi tiết | Điểm mỗi set: 22–28, 23–29, 18–23, 32–22                                   |        |                                                                   |  | Hội trường Aleksandar Nikolić, Belgrade Số khán giả: 3,728 Trọng tài: Guilherme Locatelli (BRA), Yohan Rosso (FRA), Mārtiņš Kozlovskis (LAT) |
| 4 tháng 7 năm 2021 20:30 | Chi tiết | Điểm: Anđušić 27 Chụp bóng bật bảng: Kalinić 6 Hỗ trợ: Kalinić, Teodosić 5 |        | Điểm: Mannion 24 Chụp bóng bật bảng: Polonara 12 Hỗ trợ: Pajola 6 |  | Hội trường Aleksandar Nikolić, Belgrade Số khán giả: 3,728 Trọng tài: Guilherme Locatelli (BRA), Yohan Rosso (FRA), Mārtiņš Kozlovskis (LAT) |

## Bảng xếp hạng chung cuộc
| # | Đội tuyển         | T–B | Giành quyền tham dự                         |
| - | ----------------- | --- | ------------------------------------------- |
| 1 | Ý                 | 3–0 | Giành quyền tham dự Thế vận hội Mùa hè 2020 |
| 2 | Serbia            | 3–1 |                                             |
| 3 | Puerto Rico       | 0–2 |                                             |
| 4 | Cộng hòa Dominica | 1–2 |                                             |
| 5 | Philippines       | 0–2 |                                             |